# Lipie (powiat grójecki)
Lipie – wieś sołecka w Polsce położona w województwie mazowieckim, w powiecie grójeckim, w gminie Błędów.

## Opis
Do 1954 istniała gmina Lipie. W latach 1954–1972 wieś należała i była siedzibą władz gromady Lipie. W latach 1975–1998 miejscowość administracyjnie należała do województwa radomskiego.
Wieś jest siedzibą parafii pw. Świętej Trójcy, należącej do dekanatu mogielnickiego, archidiecezji warszawskiej. Znajdujący się tu kościół pochodzi z przełomu XVI i XVII w.
W miejscowości znajduje się jednostka Ochotniczej Straży Pożarnej - OSP Lipie (założona w 1925). Jest jednostką typu S-3, należy do Krajowego Systemu Ratowniczo-Gaśniczego.
W Lipiu posiadał gospodarstwo rolne działacz ludowy, poseł na Sejm i senator Tomasz Nocznicki.
We wsi znajduje się dwór z połowy XIX wieku.